# Triethylsilan
Triethylsilan je organokřemičitá sloučenina se vzorcem (CH3CH2)3SiH, patřící mezi trialkylsilany. Vazba Si–H je vysoce reaktivní. Tato látka se používá v organické syntéze jako redukční činidlo a jako prekurzor silyletherů.
Jelikož jde o jeden z nejjednodušších kapalných trialkylsilanů, tak se triethylsilan často používá ve výzkumu katalýzy hydrosilylací.